# Mooreana boisduvali
Mooreana boisduvali es una especie de mariposa, de la familia de los hespéridos.

## Distribución
Mooreana boisduvali está distribuida entre las regiones y ha sido reportada en Celebes.

Plantas hospederas
No se conocen las plantas hospederas de M. boisduvali.